# The Mekons

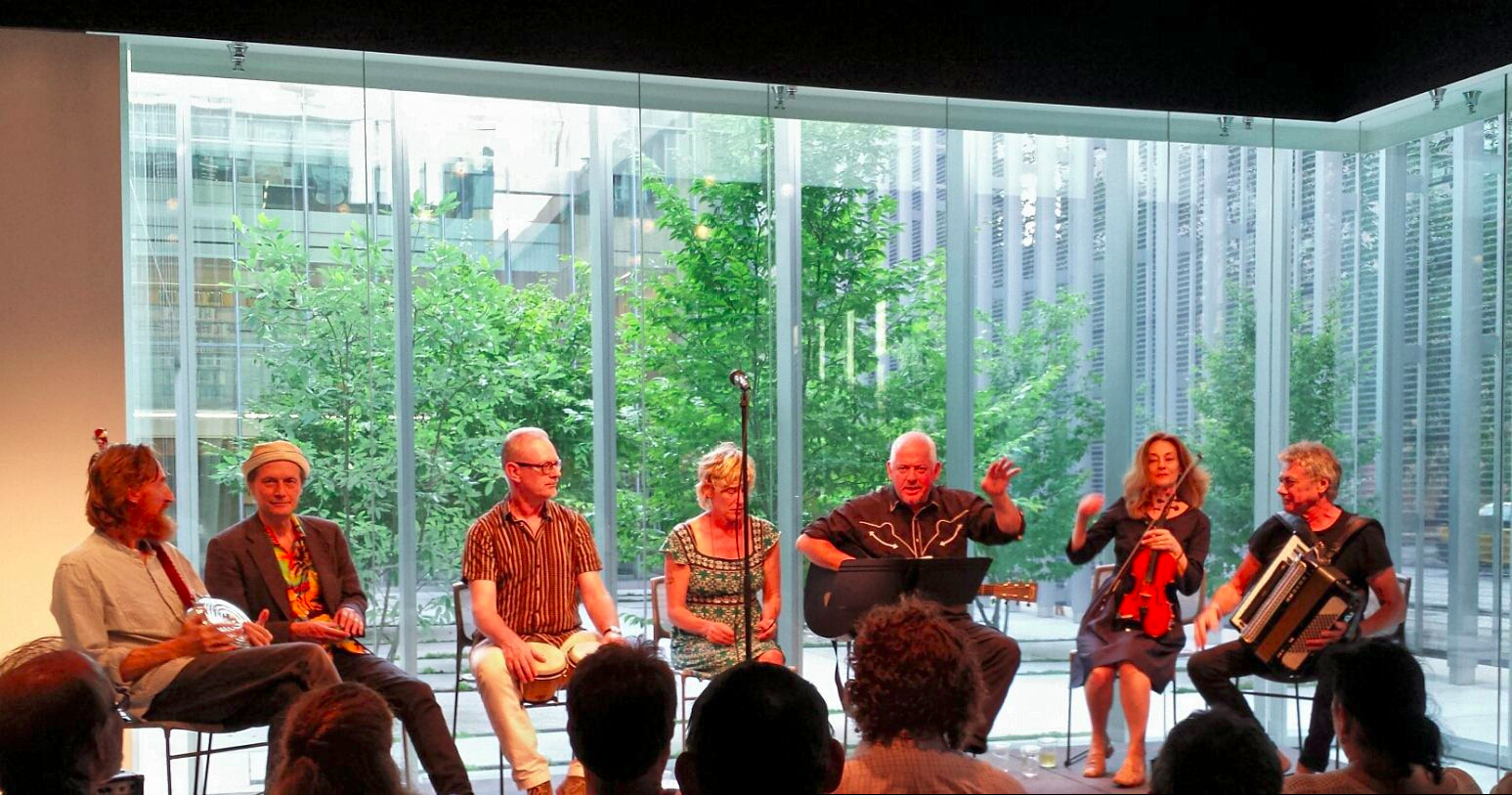
The Mekons, 2015.

The Mekons är en brittiskamerikansk musikgrupp, bildad 1976-1977 i Leeds, West Yorkshire, England. Namnet är taget från en karaktär i den tecknade serien Dan Dare. De ursprungliga medlemmarna var alla konststuderande vid University of Leeds. Gruppen vars texter alltid varit mycket vänsterpolitiska har musikaliskt uppvisat en stor variation, och många av gruppens album är särpräglade. De räknas dock för det mesta till punken, men mycket av deras musik kan även räknas till postpunk och alternativ country. The Mekons mest långvariga medlemmar är Jon Langford och Tom Greenhalgh, men fler än 20 personer har varit medlemmar under åren.
Gruppen har uppmärksammats mycket av musikkritiker, men aldrig fått något brett genombrott hos en större publik. Skivdebuten skedde med singeln "Never Been in a Riot" 1978, och deras första album släpptes 1979. De album som uppmärksammats mest är 1985 års Fear and Whiskey och 1989 års Rock 'n Roll.

## Diskografi, album
- The Quality of Mercy Is Not Strnen, 1979
- The Mekons, 1980
- Fear and Whiskey, 1985
- The Edge of the World, 1986
- Honky Tonkin' , 1987
- So Good It Hurts, 1988
- The Mekons Rock 'n Roll, 1989
- The Curse of the Mekons, 1991
- I Love Mekons, 1993
- Me, 1998
- Journey to the End of the Night, 2000
- OOOH!, 2002
- Punk Rock, 2004
- Natural, 2007
- Ancient & Modern, 2011
- Jura, 2015 (med Robbie Fulks)
- Existentialism, 2017
- It Is Twice Blessed, 2018